# Île de Port-Cros
Île de Port-Cros is een onderdeel van de eilandengroep Îles d'Hyères voor de kust van de stad Hyères. Het maakt deel uit van het Nationaal park Port-Cros.

## Algemeen
Het eiland heeft ongeveer 60 vaste bewoners. Op het eiland Port-Cros bevinden zich drie oude forten, het Fort de L'Estissac, het Fort de L'Éminence en het Fort du Moulin. Deze waren bedoeld als bescherming tegen piraten. Het initiatief tot het bouwen van de forten was in de 16e eeuw genomen door koning Frans I. In 1617, zijn de forten l'Éminence, de l'Estissac en een fort bij Port Man, waarvan nu slechts een ruïne over is, door Richelieu afgebouwd. Het eiland is bereikbaar met veerboten vanuit de kustplaatsen Hyères en Le Lavandou. Het haventje van Port-Cros ligt aan de zuidzijde. Het bevat een aantal hotels en restaurants en wordt zomers druk bezocht door pleziervaartuigen.

## Natuur
Het droge binnenland is dicht begroeid met struiken en bomen en bevat 30 km wandelpaden. Er zijn twee stranden, Le Palud in het noorden en Plage du Sud in het zuidwesten. Voor snorkelaars is er een onderwaterpad aangelegd bij het Plage Le Palud. Het hoogste deel met steile rotsen langs de kustlijn, bevindt zich aan de zuidzijde van het eiland.

## Fotogalerij

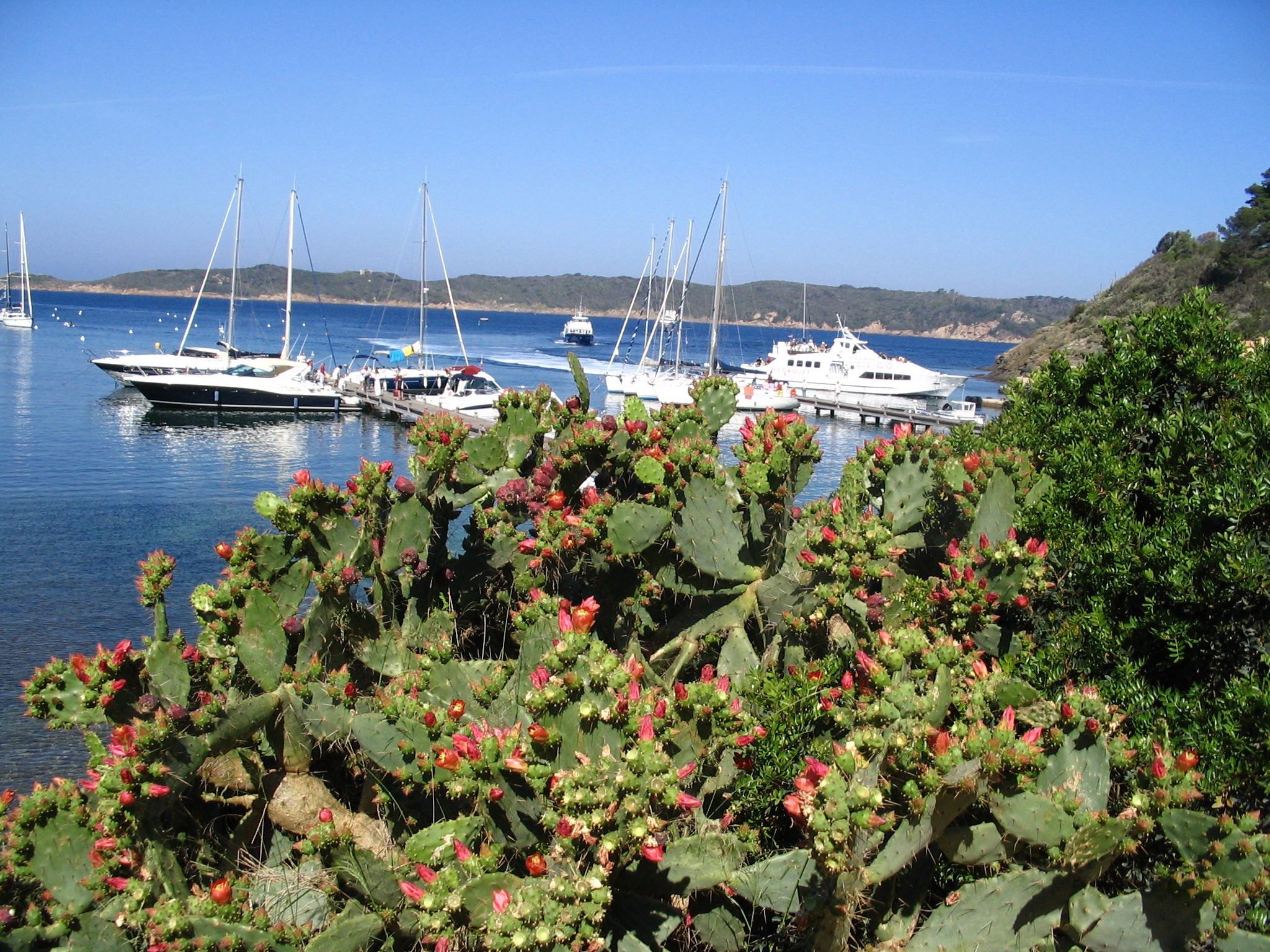
Haven van Port-Cros met îlot du Bagaud op achtergrond
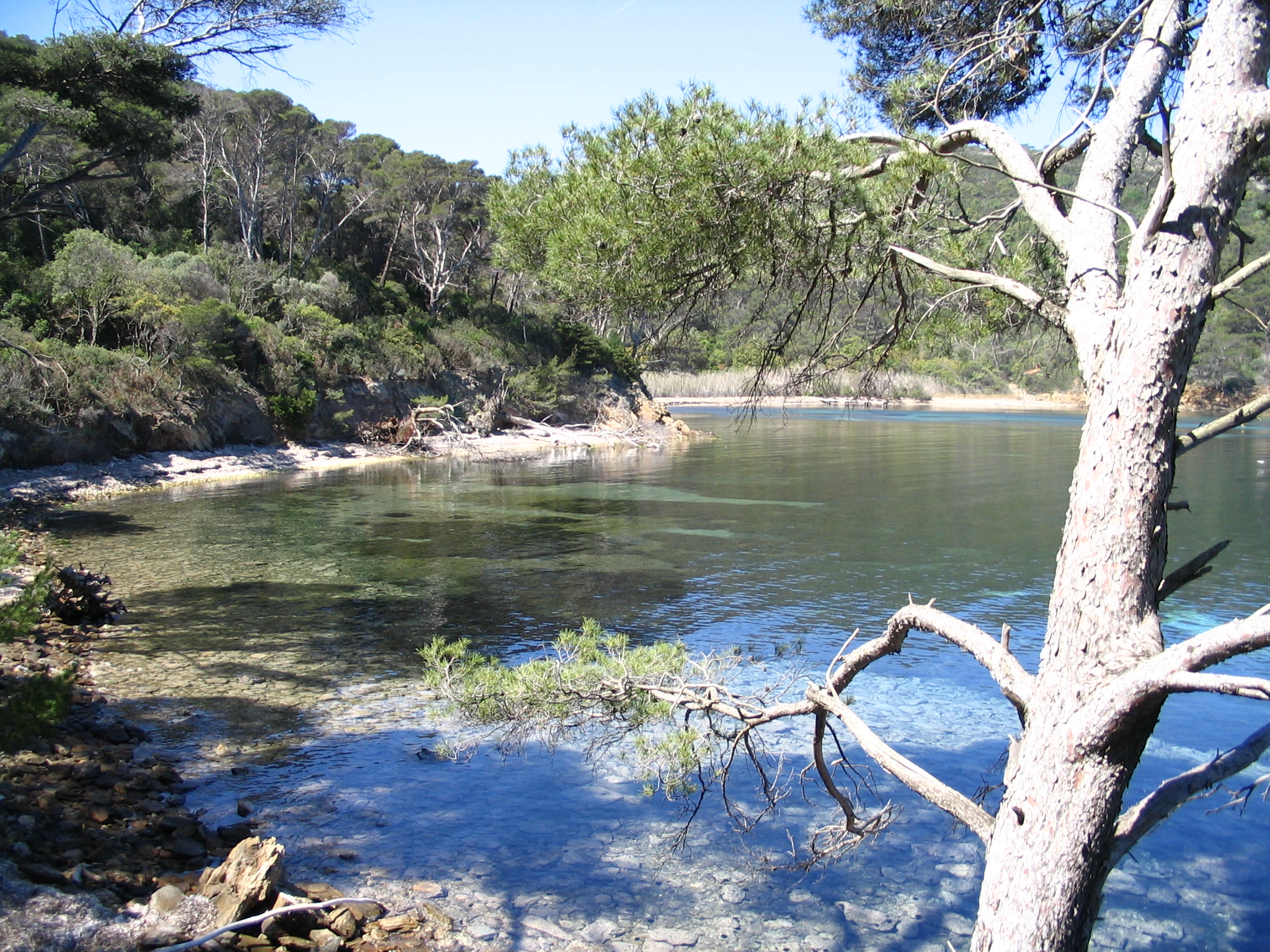
Zeegrasvelden in de baai van Port-man van Port-Cros
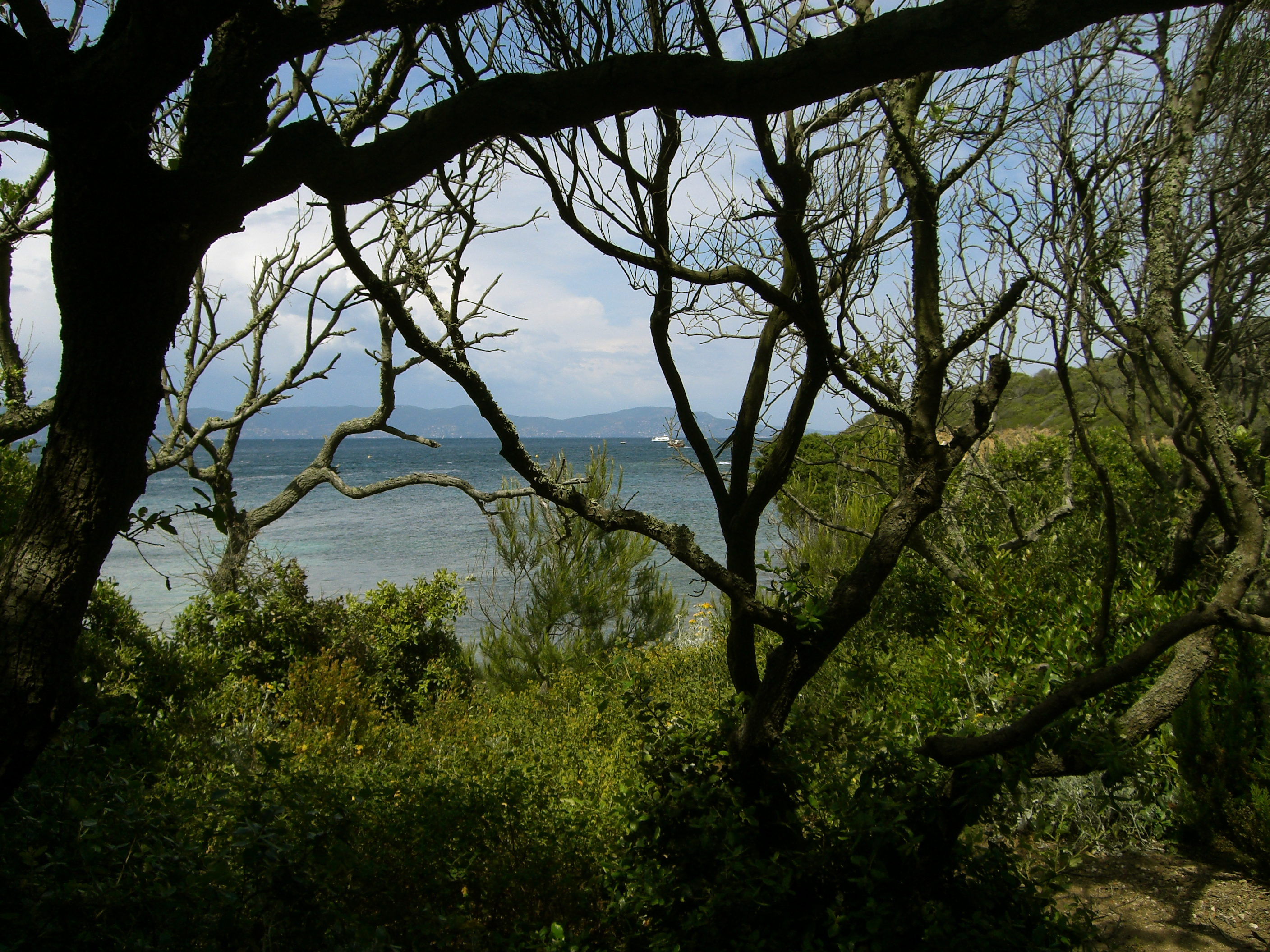
Kust van Port-Cros gezien vanaf het vasteland
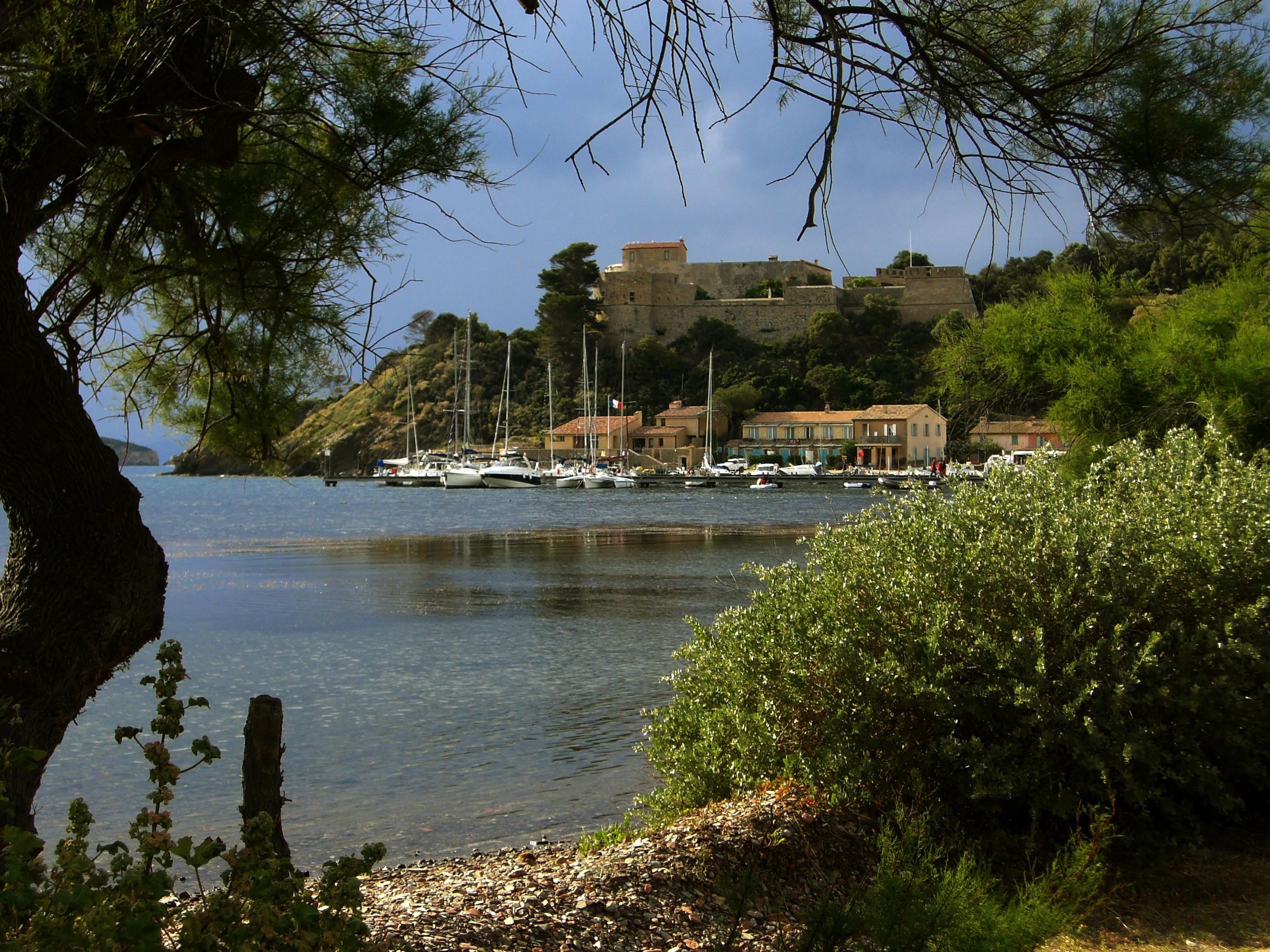
Haven en fort langs haven